# Drets especials de gir
Els drets especials de gir (DEG) són un tipus particular de moneda fixat per l'FMI (el Fons Monetari Internacional), usat en grans transaccions internacionals. El codi ISO 4217 és XDR, acrònim de l'anglès Special drawing rights.
El valor dels DEG es defineix segons una cistella de les principals monedes usades en el comerç i les finances internacionals, respecte a les quals es calcula una mena de comú denominador. En els seus inicis, constituïen la cistella de valors el dòlar dels Estats Units (USD), el marc alemany (DEM), el franc francès (FRF), la lliura esterlina (GBP) i el ien japonès (JPY); arran de la introducció de l'euro (EUR) el 1999, aquesta moneda ha substituït les d'Alemanya i França dins la cistella de valors.
Les monedes de la cistella i el percentatge de cadascuna dins el global les decideix el Comitè Executiu de l'FMI cada cinc anys. Per al període 2006-2010, el pes de cada moneda dins la cistella era el següent:
- USD 44% – EUR 34% – JPY 11% – GBP 11%

Durant el 2022 es veuen com un possible sistema per a que els antics estats colonialistes paguin a les nacions en desenvolupament i per ajudar-les a lluitar contra la crisi climàtica.